# Sebastian Schjerve
Sebastian Schjerve (* 16. März 2000) ist ein norwegischer Freestyle-Skisportler. Er startet in den Disziplinen Slopestyle und Big Air.

## Werdegang
Schjerve startete international erstmals im April 2017 bei den Juniorenweltmeisterschaften in Chiesa in Valmalenco und kam dabei auf den zehnten Platz im Slopestyle. Sein Debüt im Freestyle-Skiing-Weltcup hatte er im März 2018 in Silvaplana, welches er auf dem 12. Platz im Slopestyle beendete. Bei den Juniorenweltmeisterschaften 2018 in Cardrona holte er die Silbermedaille im Slopestyle. Zudem wurde er dort Achter im Big Air. Bei den Freestyle-Skiing-Weltmeisterschaften 2019 in Park City belegte er den 20. Platz im Slopestyle und den 15. Rang im Big Air. In der Saison 2020/21 kam er mit drei Top-Zehn-Platzierungen auf den vierten Platz im Slopestyle-Weltcup. Beim Saisonhöhepunkt, den Freestyle-Skiing-Weltmeisterschaften 2021 in Aspen, errang er den 42. Platz im Slopestyle und den achten Platz im Big Air. Im folgenden Jahr wurde er bei den Winter-X-Games Fünfter im Slopestyle.

## Erfolge

### Weltmeisterschaften
- Park City 2019: 15. Big Air, 20. Slopestyle
- Aspen 2021: 8. Big Air, 42. Slopestyle
- Bakuriani 2023: 5. Slopestyle, 6. Big Air

### Weltcupwertungen
| Saison  | Gesamt | Gesamt | Park & Pipe | Park & Pipe | Slopestyle | Slopestyle | Big Air | Big Air |
| Saison  | Platz  | Punkte | Platz       | Punkte      | Platz      | Punkte     | Platz   | Punkte  |
| ------- | ------ | ------ | ----------- | ----------- | ---------- | ---------- | ------- | ------- |
| 2017/18 | 220.   | 3,14   | –           | –           | 49.        | 22         | –       | –       |
| 2018/19 | 76.    | 17,6   | –           | –           | 15.        | 88         | 12.     | 55      |
| 2019/20 | 229.   | 1,8    | –           | –           | –          | –          | 11.     | 24      |
| 2020/21 | –      | –      | 6.          | 142         | 4.         | 118        | 11.     | 24      |
| 2021/22 | –      | –      | 42.         | 82          | 23.        | 79         | 44.     | 3       |
| 2022/23 | –      | –      | 6.          | 259         | 5.         | 175        | 4.      | 84      |
| 2023/24 | –      | –      | 12.         | 192         | 10.        | 129        | 15.     | 72      |

### Weitere Erfolge
- Juniorenweltmeisterschaften 2017: 10. Slopestyle
- Juniorenweltmeisterschaften 2018: 2. Slopestyle, 8. Big Air
- Winter-X-Games 2022: 5. Slopestyle
- Winter-X-Games 2024: 6. Big Air